# Paüls
Paüls est une commune de la province de Tarragone, en Catalogne, en Espagne, de la comarque de Baix Ebre

## Histoire
Paüls, situé dans le massif de "Els Ports", servait dès 1939 de cachette aux fugitifs du régime franquiste. Ce fut le lieu de passage des combattants anti-franquistes opérants dans la sierra de Albarracín, Valle Espadan et Montes Universales et désirant se réfugier en France.

## Économie
L'activité économique principale de la commune est l'agriculture, et en particulier la culture de la vigne et des caroubiers. La culture de la cerise a aussi une place importance dans la région. Une foire agricole est organisée début juin.

## Saint-Roc
Au départ de l'ermitage de Saint-Roc, il est organisé tous les ans, une course à pied organisée le 16 août, et sponsorisée par les commerçants de la ville et des associations locales. Après cette animation, le public a par tradition d'assister à une messe en l'honneur de Saint-Roc et de déjeuner au pied de l'ermitage sur des bancs aménagés par la municipalité.